# That's Not What I Heard
That's Not What I Heard è il primo album discografico in studio del gruppo musicale garage rock statunitense Gossip (ai tempi chiamati The Gossip), pubblicato nel gennaio 2001.

## Tracce
1. Swing Low – 1:18
2. Got All This Waiting – 1:47
3. Bones – 2:09
4. Sweet Baby – 1:41
5. Tuff Luv – 1:14
6. Got Body If You Want It – 2:02
7. Where the Girls Are – 1:44
8. Bring It On – 2:26
9. Heartbeats – 1:44
10. Catfight – 1:15
11. Jailbreak – 1:23
12. Southern Comfort – 1:07
13. And You Know... – 1:49
14. Hott Date – 2:16

## Gruppo
- Beth Ditto - voce, pianoforte
- Brace Paine - chitarra, basso
- Kathy Mendonça - batteria